# Курдюг
Ку́рдюг — посёлок в Белозерском районе Вологодской области.
Входит в состав Шольского сельского поселения, с точки зрения административно-территориального деления — в Шольский сельсовет.
Расположен при впадении реки Курдюжка в Копсарку. Расстояние по автодороге до районного центра Белозерска составляет 139 км, до центра муниципального образования села Зубово — 29 км. Ближайший населённый пункт — деревня Таршинская.
Население по данным переписи 2002 года — 1 человек.

## Известные уроженцы
На лесопильном заводе в Курдюге 2(14) мая 1861 года родился известный русский террорист, член партии «Народная воля», один из участников покушения на российского императора Александра II — Николай Иванович Рысаков.